# Costoanachis catenata
Costoanachis catenata är en snäckart som först beskrevs av G. B. Sowerby II 1844.  Costoanachis catenata ingår i släktet Costoanachis och familjen Columbellidae. Inga underarter finns listade i Catalogue of Life.